# Lightning Leiden 2019
Questa voce raccoglie le informazioni riguardanti i Lightning Leiden nelle competizioni ufficiali della stagione 2019.

## Eredivisie 2019

### Stagione regolare
| Leida 24 febbraio 2019, ore 14:00 | Lightning Leiden | 0 – 54 referto | Amsterdam Crusaders | Lightning Field |

| Groninga 3 marzo 2019, ore 14:00 | Groningen Giants | 22 – 6 referto | Lightning Leiden | Sportpark Corpus den Hoorn |

| Lelystad 17 marzo 2019, ore 14:00 | Lelystad Commanders | 33 – 7 referto | Lightning Leiden | Sportvereniging Batavia 90 |

| Leida 31 marzo 2019, ore 14:00 | Lightning Leiden | 20 – 7 referto | Utrecht Dominators | Lightning Field |

| Utrecht 14 aprile 2019, ore 14:00 | Utrecht Dominators | 20 – 21 referto | Lightning Leiden | Sportpark Overdreecht Noord |

| Leida 21 aprile 2019, ore 14:00 | Lightning Leiden | 9 – 10 referto | Arnhem Falcons | Lightning Field |

| Almere 5 maggio 2019, ore 14:00 | Flevo Phantoms | 3 – 6 referto | Lightning Leiden | Sportpark de Marken |

| Loosdrecht 19 maggio 2019, ore 14:00 | Hilversum Hurricanes | 36 – 33 referto | Lightning Leiden |  |

| Leida 2 giugno 2019, ore 14:00 | Lightning Leiden | 27 – 6 referto | Groningen Giants | Lightning Field |

| Leida 16 giugno 2019, ore 14:00 | Lightning Leiden | 6 – 13 referto | Lelystad Commanders | Lightning Field |

### Playoff
| Amsterdam 23 giugno 2019, ore 14:00 | Amsterdam Crusaders | 62 – 0 referto | Lightning Leiden | Sportpark Sloten |

## Statistiche di squadra
| Competizione      | %Vittorie | In casa | In casa | In casa | In casa | In casa | In casa | In trasferta | In trasferta | In trasferta | In trasferta | In trasferta | In trasferta | Totale | Totale | Totale | Totale | Totale | Totale |
| Competizione      | %Vittorie | G       | V       | N       | P       | Pf      | Ps      | G            | V            | N            | P            | Pf           | Ps           | G      | V      | N      | P      | Pf     | Ps     |
| ----------------- | --------- | ------- | ------- | ------- | ------- | ------- | ------- | ------------ | ------------ | ------------ | ------------ | ------------ | ------------ | ------ | ------ | ------ | ------ | ------ | ------ |
| Stagione regolare | .400      | 5       | 2       | 0       | 3       | 62      | 90      | 5            | 2            | 0            | 3            | 73           | 114          | 10     | 4      | 0      | 6      | 135    | 204    |
| Playoff           | .000      | 0       | 0       | 0       | 0       | 0       | 0       | 1            | 0            | 0            | 1            | 0            | 62           | 1      | 0      | 0      | 1      | 0      | 62     |
| Totale            | .364      | 5       | 2       | 0       | 3       | 62      | 90      | 6            | 2            | 0            | 4            | 73           | 176          | 11     | 4      | 0      | 7      | 135    | 266    |